# Karl Friedrich Schimper
Pour les articles homonymes, voir Schimper.
Karl Friedrich Schimper, né le 15 février 1803 à Mannheim et mort le 21 décembre 1867 à Schwetzingen, est un naturaliste badois.

## Biographie
Il commence à étudier la théologie mais découvre la botanique et se tourne définitivement vers les sciences. Il voyage dans le sud de la France ainsi que dans les Pyrénées et y herborise. Schimper suit les cours à l’université d’Heidelberg et rencontre Alexander Karl Heinrich Braun (1805-1877) et Louis Agassiz (1807-1873).
En 1828, il enseigne la botanique et la géologie à l'Académie de la Bavière. Il s'intéresse particulièrement à la morphologie botanique et mathématise le développement des feuilles des plantes : la phyllotaxie.
Il fait partie d'une mission d'exploration géologique des Alpes et du Palatinat bavarois sur la glaciation. Mais bientôt privé de son emploi, il doit retourner dans sa ville natale où il survit difficilement.